# Cal Petit (Tagamanent)
|  | Aquest article tracta sobre la masia del Vallès. Vegeu-ne altres significats a «Cal Petit (Odèn)». |

Cal Petit és un mas en ruïnes situat a Tagamanent, (Vallès Oriental, Catalunya).

## Descripció
És una masia anomenada Cal Petit, Cal Petit de les Basses, i darrerament, Cal Tòtil abans d'abandonar-la definitivament a finals del segle xix. Està situada al Sot dels Roures, a la banda solella envoltada de camps de conreu, a prop del mas les Planes a Tagamanent i camí de Vallcàrquera, és tot just al termenal del Figueró. Actualment en resten quatre murs dempeus. És propietat de la Diputació de Barcelona, malauradament és en un estat de conservació i consolidació ruïnós i indigne. És esmentada en una obra cabdal per conèixer la toponímia de Tagamanent.

## Història
D'aquesta vella masia en prové la nissaga Vila, família originària de la Castanya, actual municipi del Brull. Eren pagesos benestants que van emparentar-se entre d'altres al segle xviii, amb els Torn del Serrat del mas Can Pere Torn del Serrat, de la mateixa parròquia de Santa Maria de Tagamanent. Fou abandonada en el decurs del segle xix.

## Llibre d'Enric Garcia-Pey, Tagamanent, noms de cases i de lloc, Ajuntament de Tagamanent, any 1998
També coneguda per cal Petit de les Basses i cal Tòtil. Casa situada entre les Planes i el termenal del Figueró.
"Finca denominada Can Petit, pertenecientes del mas Planes, que está formada per una casa i el terreny conegut d'antic per sot dels Roures, llevan el mas Planes, nord honrós de can Puig de Vallcàrcara, ponent-nord mas Castellsaguer de Tagamanent Felip Fargues Carner." (RP ll.1 fca.53 F.131) "Cal Petit, parròquia de Santa Maria" (FMT, pàg.3) "Ysidro Vila,Una casa possehida per dit duenyo anomenada cal Petit, ab son hort de dos cortans terra segona qualitat i tres cortans camp tersera qualitat. Afronta a lleban i mitg dia ab lo Mas Planas, i a ponen i tremontana ab lo mas Castell Saguer" (APE, ll. RT, núm. 55).
Mas les Planes "Una casa anomenada las Planas posehida per dit duenyo ab son hort de sis cortans un picotí Terra segona qualitat; dos quarteras tres picotins camp tercera qualitat; vuit cortans dos picotins camp tersera qualitat asensat segons la relació de dit duenyo a Francisco Rocapartida de Vallcarca, dos cortans un picotí camp tercera qualitat asensat a Joseph Vila alias Petit de aquest terme...; quatre cortans herma tercera qualitat asensats a Joseph Vila alias Petit de aquest terme... (APE, ll. RT, núm.5).
Font de Cal Petit, era el naixement d'aigua del Seguer, ran de la casa de cal Petit; quan era habitada es coneixia la deu, de forma popular, com l'aigua de cal Petit, ara perduda del tot.

## Hereus, Pubilles (Donzelles) i cònjuges de cal Petit

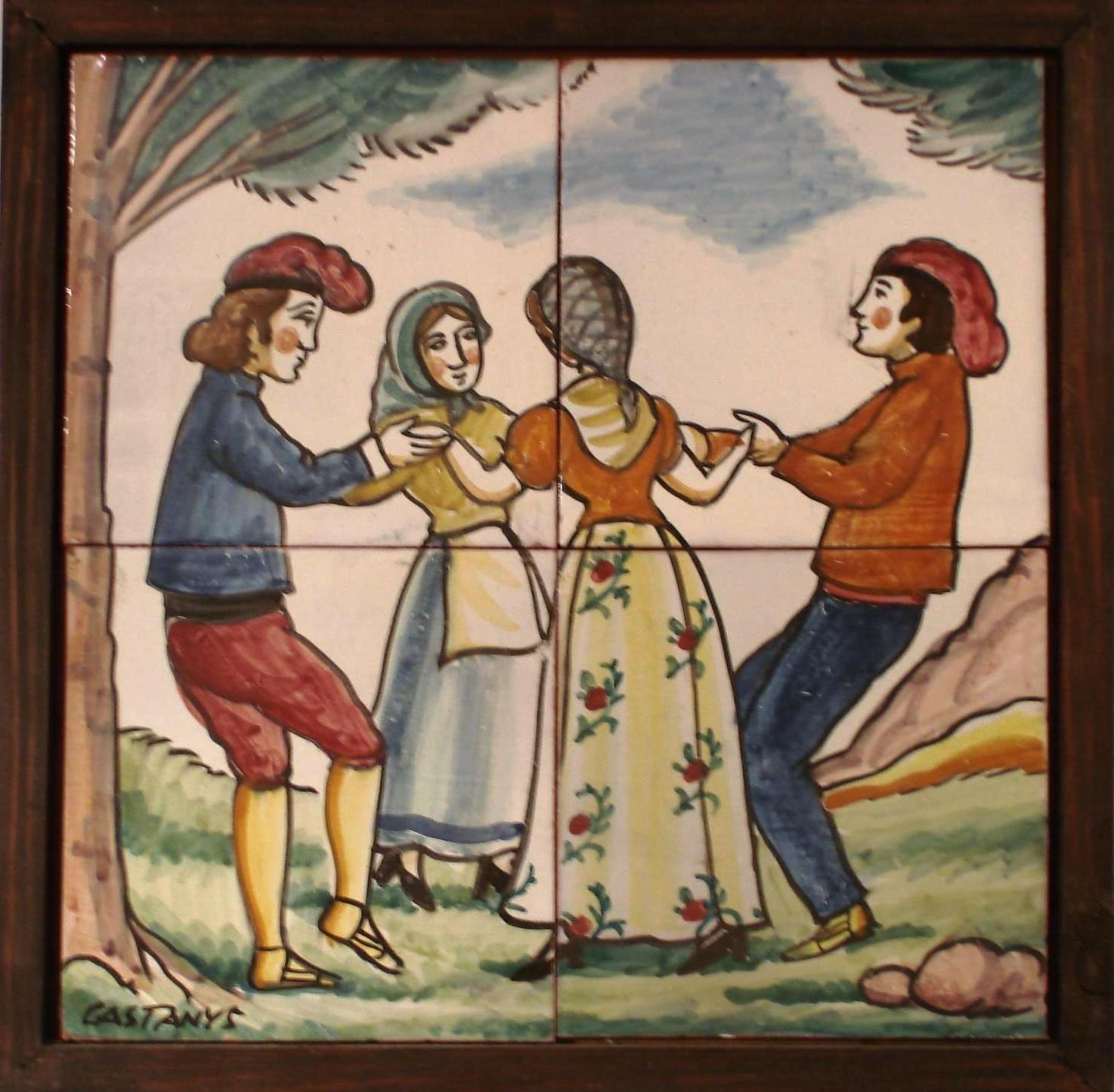
Grup d'hereus i pubilles amb indumentària tradicional catalana

- Josep Vila (s.XVII-XVIII) "Joseph Vila alias Petit"[4][1]
- Isidre Vila (s.XVII-XVIII) "Ysidro Vila"[5][1]
- Joan Vila (s.XVIII) - Margarida Roca[2]
- Magdalena Vila (s.XVIII), Donzella (Pubilla) - Francesc Roger[2]
- Margarida Vila (s.XVIII), Donzella (Pubilla) - Antoni Torn, del mas Can Pere Torn del Serrat[2] (segueix la nissaga familiar Vila, emparentada amb els Torn del Serrat)

A les famílies rurals dels segles xviii i xix, la pubilla era la dona instituïda hereva, quan no hi havia fill mascle, encarregada de conservar la hisenda. Es tracta d'una figura jurídica i legal pròpia del Principat de Catalunya, inclosa encara ara dins el dret civil català, que no existeix a cap altra cultura, nació ni estat del Món.